# Balbins
Balbins foi uma comuna francesa na região administrativa de Auvérnia-Ródano-Alpes, no departamento de Isère. Estendia-se por uma área de 7,26 km². Em 2010 a comuna tinha 386 habitantes (densidade: 53,2 hab./km²).
Em 1 de janeiro de 2019, passou a formar parte da nova comuna de Ornacieux-Balbins.